# Утва М/Ј1 (ваздухопловна једрилица)
Утва М/Ј 1  је једноседа високоспособна ваздухопловна једрилица направљена 1939. године од дрвета и платна у фабрици УТВА, намењена спортским такмичењима и тренажи једриличара. 

## Пројектовање и развој
Средишња управа Краљевског југословенског Аероклуба „Наша крила” је септембра месеца 1937. године расписала конкурс за пројекте ваздухопловних једрилица домаће конструкције и то за класе: планера, школских и високоспособних једрилица. На конкурсу је учествовао инж. Миленко Митровић Спирта са пројектом високоспособне такмичарске једрилице назване Утва М/Ј 1. Следеће године комисија која је прегледала пристигле пројекте и наградила инж. Митровића са 8.000 динара за ту конструкцију. Тада се прешло на израду прототипа једрилице која се одликовала многим тада најнапреднијим аеродинамичким и конструктивним решењима као што су: уградња закрилца, ваздушних кочница, увлачећи точак стајног трапа. На њој је први пут у Југославији уграђен водени баланс у циљу побољшања летних карактеристика. Прототип је завршен 10. маја 1939. године у Фабрици летелица "Утва" А.Д. и са њом је пилот Аца Станојевић већ исте године учествовао на Светском једриличарском шампионату у пољском граду Лавову.

### Технички опис
Утва М/Ј 1 је била једрилица дрвене конструкције. Труп јој је био елипсастог облика обложен оплатом од шпера (полу монокок). На предњем делу трупа је била смештена пилотска кабина покривана поклопцем од плексигласа из једног дела. Поклопац се отварао на страну а имао је окове који су омогућавали његово лако одбацивање у случају ванредне опасности. Једрилица је била опремљена најосновнијим инструментима за дневно летење, а то су: варијометар, компас, висинометар, брзиномер и показивач нагиба. Пилот је могао команде да подешава за време лета. Као стајни трап овој једрилици је служио увлачећи гумени точак са кочницом. Пилот је имао обједињену команду закрилца и кочнице на точку. На репу једрилице налазила се еластична дрљача.
Форма крила је била благо изломљена (галебова крила), док је облик био: корен и средишњи део крила је био трапезног а крајеви трапезастог облика са заобљеним крајевима. Самоносећа крила су постављена на средини трупа тако да је летелица била класификована као средњокрилни моноплан. Носећа конструкција крила је била дрвена са једном рамењачом, са предње стране обложена дрвеном лепенком а задње ивице крила и управљачке површине пресвучене су импрегнираним платном. Сва најоптерећенија места на крилу су обложена дуплом шпер облогом. Крила су била опремљена закрилцима, ваздушним кочницама на горњој површини крила, резервоаром за воду (за повећање оптерећења крила), коју је пилот могао да испусти у току лета.
Конструкција хоризонталног и вертикалног стабилизатора као и кормила били су изведени као и крило од дрвета и делимоично од платна.

## Карактеристике
Карактеристике наведене овде се односе на једрилицу Утва М/Ј 1 а према изворима
| Финеса      | 1 : 24 при брзини km/h |
| Перформансе | - максимална брзина km/h - минимална брзина km/h - макс. брзина аеро вуче km/h - макс. брзина витла km/h - минимално пропадање 0,65 m/s при брзини 57 km/h  |
| Димензије   | - размах крила 16,00m - дужина 6,8m - висина m - површина крила 13,94m2 - аеропрофил крила NACA 23012 - виткост 18,36 - макс. оптеречење крила; 15,70 kg/m2 |
| Маса        | - сопствена 130 kg - носивост 90 kg - полетна 220 kg - водени баланс; 40 lit                                                                                |

## Оперативно коришћење
После фабричких испитивања, једрилица Утва М/Ј 1 је добила регистарски број YU-UTVA и пребачена у Вршац где су вршена детаљна испитивања после којих је закључено да је једрилица веома пријатна за летење али има и мане, нема довољну видљивост из кабине и велику брзину слетања. 
Пошто је преживела рат, настављена су испитивања, једрилица је коришћена за демонстрационе летове на аеромитинзима, да би све те активности биле прекинуте због дотрајалости материјала. Да ли је то био стварни разлог или то што је инж. Митровић 1946. године емигрирао у Америку, остаје да нагађамо, углавном више није произведен ни један примерак ове изванредне једрилице.

## Сачувани примерци
У Музеју ваздухопловства на аеродрому "Никола Тесла" у Београду чувају се у депоу неки остатци једрилице регистарског броја YU-UTVA.

## Земље које су користиле ову једрилицу
- Краљевина Југославија
- Југославија